# Dr. Dolittle 3
Dr. Dolittle 3 es una película estadounidense, secuela de Dr. Dolittle 2.

## Sinopsis
Maya Dolittle (Kyla Pratt) quiere ser una adolescente normal, pero tiene un pequeño problemilla: que ha heredado de su padre su insólita capacidad para hablar con los animales. Este don le ocasiona innumerables dificultades con sus padres y está volviendo locos a sus amigos. Durante unas vacaciones veraniegas en un rancho para aprendices de vaqueros, Maya hace todo lo posible por ocultar su singular talento y pasar desapercibida, pero cuando sus amigos se encuentran en peligro, Maya, naturalmente, acude en su socorro de esa manera tan peculiar que tienen los Dolittle: reclutando la ayuda de los escandalosos animales parlantes del rancho.

## Reparto
- Kyla Pratt
- Ryan McDonell
- Chenier Hundal
- Kristen Wilson
- John Amos
- Walker Howard
- Calum Worthy